# Świdówka (Kolno)
Świdówka (deutsch Schwedhöfen) war ein Ort in der polnischen Woiwodschaft Ermland-Masuren. Seine Ortsstelle liegt im Gebiet der Gmina Kolno (Landgemeinde Groß Köllen) im Powiat Olsztyński (Kreis Allenstein).

## Geographische Lage
Die Ortsstelle von Świdówka liegt östlich des Flüsschens Rhein (polnisch Ryn) in der nördlichen Mitte der Woiwodschaft Ermland-Masuren, acht Kilometer westlich der früheren Kreisstadt Rößel (polnisch Reszel) bzw. 46 Kilometer nordöstlich der heutigen Kreismetropole Olsztyn (deutsch Allenstein).

## Geschichte
Das kleine noch 1820 Schwödhöfen und später Swidhoppen genannte Gut wurde 1785 als köllmisches Gut mit zwei Feuerstellen erwähnt. 1820 wurde Schmödhöfen ein Schatullgut mit drei Feuerstellen und 16 Einwohnern genannt.
Als 1874 der Amtsbezirk Santoppen (polnisch Sątopy) im ostpreußischen Kreis Rößel gebildet wurde, wurde der Gutsbezirk Schwedhöfen ein Teil desselben.
Die Zahl der Einwohner des Gutsdorfs Schwedhöfen steigerte sich bis 1885 auf 19 und belief sich im Jahre 1910 nur noch auf 14. Seine Eigenständigkeit verlor das Dorf am 30. September 1928, als es in die benachbarte Landgemeinde Tornienen (polnisch Tarniny) – im Amtsbezirk Glockstein (polnisch Unikowo) gelegen – eingegliedert wurde.
Im Jahre 1945 wurde in Kriegsfolge das gesamte südliche Ostpreußen an Polen abgetreten. In diesem Zusammenhang bekam Schwedhöfen die polnische Namensform „Świdówka“. Noch bis in die 1970er Jahre wurde der Ort erwähnt, dann aber nicht mehr und seine Spur verlief sich. Heute gilt Świdówka als Wüstung. Seine Ortsstelle liegt im Gebiet der Landgemeinde Kolno (Groß Köllen) im Powiat Olsztyński (Kreis Allenstein) innerhalb der Woiwodschaft Ermland-Masuren.

## Kirche
Bis 1945 war Schwedhöfen in die evangelische Kirche Rößel in der Kirchenprovinz Ostpreußen der Kirche der Altpreußischen Union eingepfarrt. Seitens der römisch-katholischen Kirche gehörte das Gut zur Pfarrei in Santoppen im damaligen Bistum Ermland.

## Verkehr
Die kaum noch wahrnehmbare Ortsstelle von Świdówka ist über eine Wegeverbindung von Tarniny (Tornienen) aus zu erreichen.